# Saint-Odilon-de-Cranbourne
Saint-Odilon-de-Cranbourne är en kommun i provinsen Québec i Kanada. Den ligger i regionen Chaudière-Appalaches, i den sydöstra delen av landet, 400 km öster om huvudstaden Ottawa.